# Лжец, Великий и Ужасный
«Лжец, Великий и Ужасный» (англ. The Wizard of Lies) — игровой телефильм 2017 года американского режиссёра Барри Левинсона, снятый по одноимённой книге журналистки Дианы Энрикес о крупнейшей в мире финансовой пирамиде, созданной Бернардом Мейдоффом и фактически раскрытой властям его же сыновьями. В главной роли Роберт Де Ниро; Диана Энрикес сыграла в фильме саму себя, воспроизведя сцену взятия у него первого интервью в заключении.
Слоган фильма:«Only those you trust can truly betray you».

## Сюжет
Сюжет фильма основан на реальных событиях, истории Бернарда Мейдоффа, основавшего на Уолл-стрит в начале 1960-х свою фирму, с течением времени превратившуюся в один из крупнейших инвестиционных фондов. Сам Берни пользуется репутацией успешного и влиятельного финансиста, брокера, финансового консультанта и щедрого филантропа до тех пор, пока в 2008 году не становится известно, что за последние полтора десятка лет фонд превратился в самую крупную в истории финансовую пирамиду. Разразившийся скандал обернулся многомиллиардными убытками и привёл к краху как самого Мейдоффа, получившего 150 лет тюрьмы, его семью и близких, так и тысячи доверившихся ему клиентов. Фильм повествует о жизни Бернарда Мейдоффа с момента его разоблачения.

## Производство
Съёмки фильма стартовали 31 августа 2015 года в Нью-Йорке. Премьера состоялась 20 мая 2017 года.
Фильм стал четвёртой совместной работой режиссёра Барри Левинсона и исполнителя главной роли Роберта Де Ниро, а также четвертым фильмом, где Де Ниро снимался вместе с Мишель Пфайфер.

## В ролях
| Актёр             | Роль              |
| ----------------- | ----------------- |
| Роберт Де Ниро    | Бернард Мейдофф   |
| Мишель Пфайффер   | Рут Мейдофф       |
| Алессандро Нивола | Марк Мейдофф      |
| Хэнк Азариа       | Фрэнк Дипаскалли  |
| Натан Дэрроу      | Эндрю Мейдофф     |
| Сидней Гейл       | Эмили Мейдофф     |
| Лили Рэйб         | Кэтрин Хупер      |
| Кристен Коннолли  | Стефани Мейдофф   |
| Кэтрин Нардуччи   | Элеонор Сквиллари |
| Стив Култер       | Мартин Лондон     |
| Майкл Кострофф    | Питер Мейдофф     |
| Диана Энрикес     | в роли самой себя |

## Съёмочная группа
- Продюсер: Джозеф И. Иберти
- Режиссер: Барри Левинсон
- Сценарий: Сэм Левинсон, Джон Бёрнэм Шварц и Сэмюэл Баум по книге Дианы Энрикес
- Художник-постановщик: Райан Палмер
- Авторы музыки: Евгений Гальперин, Саша Гальперин
- Оператор: Эйгил Брилд
- Монтажёр: Рон Патане

## Номинации телевизионных премий
Фильм был удостоен номинаций (попадания в шорт-лист) нескольких телевизионных премий:
Премия Ассоциации телевизионных критиков
- Номинация в категории «выдающиеся достижения в фильме, мини-сериале или специальном шоу»[1]

Прайм-таймовая премия «Эмми»
- Номинация в категории «лучший актёр в мини-сериале или телефильме» (Роберт Де Ниро)
- Номинация в категории «лучшая актриса второго плана в мини-сериале или телефильме» (Мишель Пфайффер)
- Номинация в категории «лучший телефильм»
- Номинация в категории «лучший кастинг в фильме, мини-сериале или специальном шоу»[2]